# Font de Gaume
Font de Gaume è una grotta situata nella Valle della Vézère, nel dipartimento della Dordogna, nel Perigord Noire, scoperta casualmente il 12 settembre 1901 da Denis Peyrony, un insegnante di scuola di Les Eyzies, pochi giorni dopo la scoperta analoga della grotta di Combarelles (avvenuta il 05 settembre dello stesso anno).

## La scoperta
Esplorata all'epoca da Henri Breuil e Louis Capitan, vennero riconosciuti: 
Attualmente, di tutte queste figure ne sono state riconosciute 230, oltre a numerose altre coperte dalle concrezioni calcaree che si sono depositate sulle pareti della grotta.

## Utilizzo
Si ritiene che la grotta non sia mai stata abitata per lunghi periodi dall'uomo, mentre è considerato certo un suo significato religioso durante il periodo Magdaleniano.

## Conformazione
La grotta si apre a una ventina di metri dal fondo di una piccola valle sovrastata da una falesia e si prolunga per circa 160 metri, con una larghezza media di 2-3 metri ed una altezza che può raggiungere 30 metri. Da questa si diramano tre gallerie, la più lunga delle quali (una cinquantina di metri) è chiamata diverticolo laterale.

## Pitture murali
Nella galleria principale si osservano numerosi bisonti policromi (purtroppo alcuni deturpati da firme apposte durante il secolo scorso). In molti casi questi bisonti sono stati pitturati sfruttando ad arte rigonfiamenti delle pareti (o delle piccole cavità per l'occhio) in modo da simulare un effetto tridimensionale.

È interessante notare che si distinguono agevolmente i maschi dei bisonti (con attributi sessuali) dalle femmine (senza alcun attributo) e inoltre sembra che solo le femmine siano state pitturate di colore rosso.
Oltre ai bisonti, nei pressi del diverticolo si osservano figure di renne e di cavalli.

## Materiali
Nella grotta sono state ritrovate consistenti quantità di pigmenti colorati, pietre con evidenti tracce di pigmenti macinati e bastoncini di legno sporchi di pigmenti, evidentemente usati per disegnare.

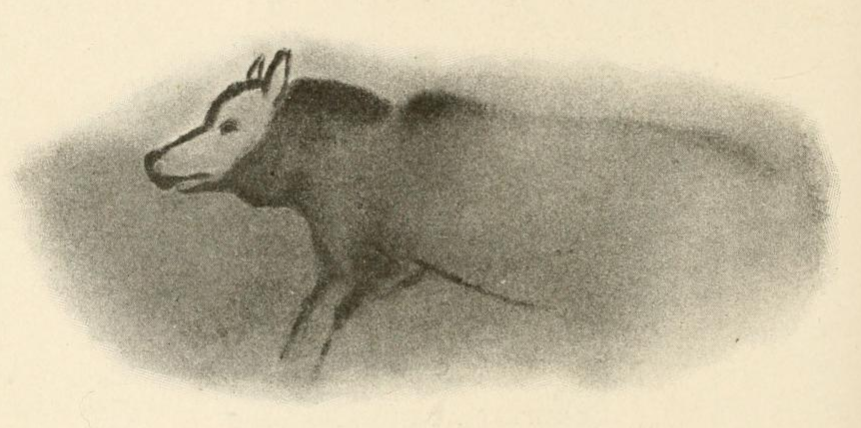
Raffigurazione policroma di lupo